# The Center
The Center – wieżowiec w Hongkongu, w Chinach o wysokości 346 m. Budynek został otwarty w 1999, ma 76 kondygnacji.